# Eisenbahnunfall von Paredes de Nava
Bei dem Eisenbahnunfall von Paredes de Nava stießen am 11. Juli 1922, nachts um 2:38 Uhr, im Bahnhof von Paredes de Nava zwei Fernzüge zusammen. 32 Menschen starben.

## Unfall
Der Unfall ereignete sich auf der Strecke León–Valladolid. Der eine Schnellzug war von Madrid nach Gijón, der andere von A Coruña (damals: La Coruña) nach Madrid unterwegs. Die Züge waren sehr voll mit Ferienreisenden besetzt. Unfallursache soll eine falsch gestellte Weiche gewesen sein, dazu die schwachen Spitzensignale der Lokomotiven, die es den Lokführern nicht ermöglicht hätten, das rechtzeitig zu erkennen.

## Folgen
32 Menschen starben bei dem Unfall, auch die beiden Lokomotivführer. Mehr als 50 Menschen wurden darüber hinaus verletzt, 19 von ihnen schwer.